# Ophelosia charlesi
Ophelosia charlesi är en stekelart som beskrevs av Berry 1995. Ophelosia charlesi ingår i släktet Ophelosia och familjen puppglanssteklar. Inga underarter finns listade i Catalogue of Life.